# Quilapayún
Quilapayún (palavra em língua mapuche, que significa Três Barbas) é um conjunto musical formado em Santiago de Chile em Julho de 1965, inicialmente por com Júlio Numhauser e pelos irmãos Eduardo e Júlio Carrasco. Posteriormente, Patrício Castillo se juntou ao grupo, que lançou mais de 25 discos.
Foi um dos grupos representativos do movimento conhecido como: Nueva Canción Chilena.
O grupo queria um nome indígena que tivesse acento na última sílaba, escolheram "Quilapayún", que em araucano significa "três barbas".
Eles buscaram associar os valores da cultura nativa latinoamericana e reivindicações sociais. No início, contaram com a colaboração de Ángel Parra, que contribuiu com os arranjos das primeiras canções do grupo.
No início, uma das características marcantes do grupo era a utilização de  ponchos negros, barbas e instrumentos andinos como: o charango, a quena e a zampoña, associados ao violão e ao bumbo.
Sua primeira apresentação foi na Universidade Católica de Valparaíso.
Em 1966, foram convidados para participar do Primeiro Festival Nacional de Folclore, organizado pela Prefeitura de Viña del Mar, que foi realizado no Cassino daquela cidade. Naquela ocasião, interpretaram: "La paloma", de autoria do grupo; "El pueblo", fruto de uma parceria com Ángel Parra; e uma música instrumental, de autoria do grupo da qual não se conservou nenhuma gravação.
Tiveram um salto de qualidade quando Víctor Jara passou a ser o diretor artístico do grupo.
Em 1966, ganharam o mais importante festival da canção folclórica chilena, organizado pelo programa de rádio chamado: "Chile ríe y canta", dirigido por René Largo Farías. Isso abriu caminho para que o grupo fosse escutado em diferentes meios de comunicação e participasse de apresentações em todo país, organizadas pelo referido programa de rádio.
Em 1967, gravaram o disco "Quilapayún", pela Odeón, que incluía: "El pueblo", composta por Ángel Parra; "La canción del minero" e "La cueca triste", composta por Víctor Jara; composições próprias e musicas folclóricas latinoamericanas. 
Em 1967, também gravaram o disco: "Canciones folclóricas de América" (que somente seria vendido em 1968), no qual se destacavam as canções: "Mare-Mare", "Coneji" (cantado por Víctor Jara) e "Tururururu". Curiosamente esse disco também tinha uma faixa cantada em inglês e outra em hebraico. No final daquele ano, Júlio Nehumhauser, que era o tenor, saiu do grupo e foi substituído por Carlos Quezada, além disso, Willy Oddó, juntou-se ao grupo.
Em 1968, lançaram o disco "Por Vietnam", gravado pela Dicap, ligada ao Partido Comunista do Chile, com Víctor Jara como diretor artístico. Foi um disco com canções de forte conteúdo social, como: "Que la tortilla se vuelva", que se referia à Guerra Civil Espanhola; "Canción fúnebre para el Che"; "Canto a la Pampa", "La Zamba del riego" e "Los pueblos americanos".
No final de 1968, Júlio Carrasco se retirou do grupo, que, por outro lado, ganhou a adesão de Rodolfo Parada e Hernán Gómez.
Em 1969, venceram Primeiro Festival da "Nueva Canción Chilena", com a canção "Plegaria a un labrador", em parceria com Víctor Jara. Entretanto, essa parceria se encerraria naquele ano, após a gravação do disco "Basta".
Também em 1969:
- lançaram o disco "Basta", gravado pela DICAP ("Discoteca del Cantar Popular"), no qual se destacou a canção: "La muralla";
- gravaram a "Cantata Santa María de Iquique", que fazia alusão ao assassinato de operários que trabalhavam na mineração de salitre em Iquique em dezembro de 1907 (Massacre de Iquique).

Outros projetos semelhantes à "Cantata Santa María de Iquique", foram:
- "Vivir como él": Cantata composta por Frank Fernández e Luís Advis, com trechos narrativos ditados por Héctor Duvauchelle, em homenagem ao guerrilheiro vietnamita Nguyễn Văn Trỗi, gravada pela Dicap em 1971[4];
- "La fragua", Cantata escrita por Sérgio Ortega, que conta a história da luta de classes, gravada pela Dicap em 1973[5] [2].

A partir de 1970, tiveram forte engajamento na campanha eleitoral de Salvador Allende, tendo inclusive gravado "Venceremos", hino oficial da campanha, com letra de Cláudio Iturra musicada por Sérgio Ortega. E em atividades culturais do governo da Unidade Popular, incluindo viagens pela Europa e pela América Latina, nas quais divulgaram o folclore musical chileno.
Outras canções con teúdo polític dessa época, foram: "Las ollitas", "La batea e "El enano maldito acota".
Em 1971, Rubén Escudero, Hugo Lagos e Guillermo García se juntaram ao grupo.
Na época do Golpe Militar de 1973, estavam na França e não puderam retornar ao Chile. Na Europa, estabeleceram uma parceria com o pintor chileno Roberto Matta. No exílio, Pato Castillo e Rubén Escudero se retiraram do grupo, que ganhou a adesão de Ricardo Venegas.
No exílio, fizeram diversos apresentações em solidariedade à luta pelo restabelecimento da democracia no Chile. Em 1975, gravou o disco "El pueblo unido jamás será vencido", que incluía o hino com o mesmo nome, escrito por Sergio Ortega.
Depois se afastaram do Partido Comunista do Chile.
Na década de 1980, Patrício Wang se juntou ao grupo e, posteriormente Eduardo Carrasco e Willy Oddó se retiraram do grupo.
Em 1983, se apresentaram na Argentina, após a queda da ditadura militar naquele país.
Em 1988, gravaram, juntamente com Paloma San Basílio, a cantata "Sinfonía los tres tiempos de América", composta por Luis Advis.
Em 1988, participaram, juntamente com o Inti Illimani e o Illapu, da campanha eleitoral contra a continuidade de Augusto Pinochet na presidência do Chile (Campanha do "NO").
Em 1992, o grupo se dividiu, uma parte decidiu continuar na França, enquanto que Carlos Quezada e Ricardo Venega retornaram para o Chile.
Na década de 1990, houve uma grande redução das apresentações ao vivo do grupo, com a redução dos rendimentos, muitos integrantes tiveram que exercer outras atividades econômicas no período.
Em 1997, passaram um período no Chile para fazer uma remontagem da "Cantata de Santa María de Iquique", que contou com Héctor Noguera como narrador.
Em 1998, foi lançado um álbum duplo, com uma antologia das melhores canções gravadas pelo grupo, gravada pela Warner Music.
Em 1999, lançaram o disco "Al horizonte", gravado em Paris pela Warner Music, que incluía, além de composições próprias, outras de: Serge Gainsbourg e Víctor Jara. Nessa época, o conjunto também utilizava instrumentos elétricos e se reivindicava como integrante do gênero conhecido como "world-music". Patrício Castillo retornou ao grupo, após quase 30 anos de afastamento.
Em 2001, Guillermo García saiu do grupo. Em 2002, saíram: Hugo Lagos e Hernán Gómez.
Em 2002, com novos integrantes, realizaram um concerto no Palácio da Música de Barcelona, que foi gravado e deu origem ao DVD: "A Palau".
Posteriormente, os que retornaram para o Chile se reagruparam com antigos integrantes, com isso, a partir de setembro de 2003, o conjunto passou a contar com duas facções que disputaram nos tribunais o direito a utilizar o nome "Quilapayún", uma liderada por Rodolfo Parada e outra por Eduardo Carrasco:
- Quilapayún (França):
 Patricio Wang, Rodolfo Parada, Patricio Castillo, Álvaro Pinto, Sergio Arriagada e Mario Contreras, que:

A partir de 2005, perderam o direito de utilizar o nome de "Quilapayún" na França e passaram a se apresentar como "Guillatún".
Desde de 2006, fez várias apresentações no Chile, incluindo aquelas que fez em 2011 e em 2015, juntamente com o Illapu e a facção do Inti Illimani dirigida pelos irmãos "Coulón".
Em 2012, lançaram o disco: "Absolutamente Quilapayún", com canções antigas e novas.
Ao final de 2015, perderam o direito de utilizar o nome de "Quilapayún" também no Chile.
- Quilapayún (Chile):
 Eduardo Carrasco, Carlos Quezada, Hernán Goméz, Rúben Escudero, Hugo Lagos, Guillermo García, Ricardo Venegas, Sebastián Quezada e Ismael Oddó, que:

Teve maior atividade: realizou apresentações na Cidade do México, em Quito, Madrid e na França.
Em 2005, fizeram apresentações no Estádio Víctor Jara junto com a facção histórica do Inti Illimani. Uma dessas apresentações foi gravada e deu origem a um DVD lançado no final do ano.
Em 2007, gravaram disco "Siempre", com canções originais e versões de canções Víctor Jara, Violeta Parra, Luis Advis e do uruguaio Leo Masliah.
Em 2009, lançaram o disco: "Solistas", com composições próprias e que contou com a colaboração do cantor de rap Jimmy Fernández.
Em 2012, foi lançada um DVD de uma apresentação ao vivo em homenagem a Víctor Jara, gravado em 2009, no Teatro Teletón. Na época fizeram viagens para apresentações na França, Espanha, Argentina, Venezuela, Equador e México.
Em 2013, lançaram o disco "Encuentros", que contou com a colaboração de  músicos convidados como: Álvaro Henríquez, Ana Tijoux, Manuel García, Camila Moreno, Maurício Redolés, entre outros, e que incluiu novas e velhas canções.
Também em 2013, fizeram apresentações no Teatro Nescafé das Artes em Santiago, que reuniu os 11 integrantes das duas facções.
Em 2015, celebraram os 50 anos de carreira com um concerto gratuito que contou com cerca de 10 mil pessoas em frente ao Palácio de La Moneda em Santiago, que contou com a participação de 10 dos 11 músicos das duas facções. Depois disso, fizeram apresentações semelhantes, em diferentes países, até 2016.

## Integrantes
- Júlio Numhauser: voz e violão: entre 1965 e 1967;
- Júlio Carrasco: voz e charango: entre 1965 e 1968;
- Eduardo Carrasco: voz, quena, zampoña e direção: entre 1965 e 1988; e a partir de setembro de 2003, integrante da facção Chile;
- Patrício Castillo: voz e baixo: entre 1965 e 1966; entre 1969 e 1971; entre 1992 e 2003; e a partir de setembro de 2003, integrante da facção França;
- Carlos Quezada: voz e percussão: entre 1966 e 1992; e a partir de setembro de 2003, integrante da facção Chile;
- Pedro Ávalos: integrou o conjunto em 1967;
- Guillermo (Willy) Oddó: voz e violão: entre 1967 e 1987;
- Rodolfo Parada: voz, violão e direção artística: entre 1968 e 2003; e a partir de setembro de 2003, integrante da facção França;
- Hernán Gómez: voz, violão, charango, zampoña e quena: entre 1968 e 2002; e a partir de setembro de 2003, integrante da facção Chile;
- Rubén Escudero: voz e charango: entre 1971 e 1974; e a partir de setembro de 2003, integrante da facção Chile;
- Hugo Lagos: voz, quena, zampoña, violão, cuatro e tiple: entre 1973 e 2002; e a partir de setembro de 2003, integrante da facção Chile;
- Guillermo García: voz, violão e percussão: entre 1974 e 2001; e a partir de setembro de 2003, integrante da facção Chile;
- Ricardo Venegas: voz, quena, zampoña, violão, cuatro, charango e baixo: entre 1979 e 1992; e a partir de setembro de 2003, integrante da facção Chile;
- Patricio Wang: voz, piano e direção musical: entre 1982 e 2003; e a partir de setembro de 2003, integrante da facção França;
- Daniel Valladares: voz, charango, cuatro e tiple: entre 1992 e 2003; e entre de setembro de 2003 e 2004, integrante da facção França;
- Cristián Goza: voz, quena, violão, charango e tiple: 2002 e 2003; e entre de setembro de 2003 e 2004, integrante da facção França;
- Marcelo Velis: voz e violão: entre 2002 e 2003;
- Álvaro Pinto: voz, quenacho, zampoña, tiple, cuatro e bandolim: entre 2002 e 2003; e entre setembro de 2003 e 2004, integrante da facção França;
- Mário Contreras: voz, violão, tiple, charango, bongó e congas: entre 2002 e 2003; e a partir de setembro de 2003, integrante da facção França;
- Ismael Oddó: voz e violão: a partir de setembro de 2003, integrante da facção Chile;
- Chañaral Ortega: voz e piano: ingressou em 2003; e a entre setembro de 2003 e 2006, integrante da facção França;
- Sergio Arriagada: voz, quena, zampoña e flauta transversal: ingressou em 2003; e a partir de setembro de 2003, integrante da facção França;
- Sebastián Quezada: voz e percussão: a partir de 2005, integrante da facção Chile;
- Ricardo Caito Venegas: voz, baixoo e violão: a partir de 2004, integrante da facção Chile;
- Fernando Carrasco: voz, violão, charango, quena: a partir de 2009, integrante da facção Chile[2];

## Discografia

### Oficial
- Quilapayún - 1967
- Canciones Folklóricas de América - 1967
- Por Vietnam - 1968
- Quilapayún 3 - 1969
- Basta - 1969
- Quilapayún 4 - 1970
- Cantata Santa María de Iquique - 1970
- Vivir como él - 1971
- Quilapayún 5 - 1972
- La Fragua - 1973
- Yhtenäistä Kansaa Ei Voi Koskaan Voittaa - 1974
- El pueblo unido jamás será vencido - 1975
- Adelante - 1975
- Patria - 1976
- La Marche et le Drapeau - 1977
- Enregistrement Public - 1977
- Cantata Santa María de Iquique - 1978
- Umbral - 1979
- Alentours - 1980
- Donner a L'Automne un Coup de Fenetre pour que l'ete s'allonge su Decembre - 1980
- La Revolution et les Etoiles - 1982
- Chante Neruda - 1983
- Quilapayún en Argentina - 1983
- Tralati Tralaa - 1984
- Quilapayún en Argentina Vol. 2 - 1985
- Survario - 1987
- Los Tres Tiempos de América - 1988
- Quilapayún en Chile - 1989
- Latitudes - 1992
- Antología 1968-1992 - 1998
- Al Horizonte - 1999
- A Palau - 2003
- El Reencuentro (CD e DVD) (Facción Chilena) - 2004
- Siempre (Facción Chilena) - 2007